# 鷲崎弘宜
鷲﨑 弘宜（わしざき ひろのり、1976年11月 - ）は、日本の情報科学者・工学者（ソフトウェア工学）。学位は博士（情報科学）（早稲田大学・2003年）。ビジネスと社会のためのシステム・ソフトウェア工学、スマート・ソフトウェアシステム、情報システム・プログラミング教育を主な研究分野としている。早稲田大学基幹理工学部情報理工学科教授。IoT/AI/DXリカレント教育プログラム スマートエスイー SmartSE 事業責任者。

## 学歴
- 1999年 - 早稲田大学理工学部情報学科卒業
- 2001年 - 早稲田大学大学院理工学研究科修士課程修了
- 2003年 - 早稲田大学大学院理工学研究科博士後期課程修了、博士（情報科学）

## 職歴
- 2002年 早稲田大学理工学部 助手
- 2004年 国立情報学研究所 助手
- 2005年 総合研究大学院大学 助手
- 2007年 国立情報学研究所 助教、総合研究大学院大学 助教
- 2008年 早稲田大学理工学術院准教授、国立情報学研究所客員准教授
- 2015年 株式会社システム情報 社外取締役
- 2016年 早稲田大学理工学術院教授、国立情報学研究所客員教授
- 2018年 株式会社エクスモーション 社外取締役
- 2023年 人間環境大学 顧問

## 著書
- AspectJによるアスペクト指向プログラミング入門（2004年、ソフトバンククリエイティブ）
- ソフトウェアパターン入門～基礎から応用へ～（2005年、ソフトリサーチセンター）
- コンポーネントベース開発テキスト（2006年、近代科学社）
- ソフトウェアパターン：パターン指向の実践ソフトウェア開発（2007年、近代科学社）
- 初級ソフトウェア品質技術者資格試験(JCSQE)問題と解説 第2版（2015年、日科技連出版社）
- Scratchでたのしく学ぶプログラミング的思考（2019年、マイナビ出版）
- ソフトウェア品質知識体系ガイド（第3版）－SQuBOK Guide V3－（2020年、オーム社）
- 初級ソフトウェア品質技術者資格試験(JCSQE)問題と解説 第3版（2022年、日科技連出版社）
- 機械学習工学 (機械学習プロフェッショナルシリーズ)（2022年、講談社）
- あそんで! まなべる! チャギントンプログラミング（監修）（2022年、ジャムハウス）
- アジャイル品質パターン「QA to AQ」 伝統的な品質保証からアジャイル品質への変革（2022年、翔泳社）
- AIプロジェクトマネージャのための機械学習工学（2023年、科学情報出版株式会社）

## 翻訳
- ユースケースによるアスペクト指向ソフトウェア開発（2006年、翔泳社）
- 演習で学ぶソフトウエアメトリクスの基礎 ソフトウエアの測定と見積もりの正しい作法（2009年、日経BP）
- ゴール&ストラテジ入門: 残念なシステムの無くし方（2015年、オーム社）
- モダン・ソフトウェアエンジニアリング（2020年、翔泳社）
- 機械学習デザインパターン ― データ準備、モデル構築、MLOpsの実践上の問題と解決（2021年、オライリー・ジャパン）
- アジャイル品質パターン「QA to AQ」 伝統的な品質保証からアジャイル品質への変革（2022年、翔泳社）

## 受賞
- 2004年 日本ソフトウェア科学会高橋奨励賞
- 2006年 情報処理学会SES2006優秀論文賞
- 2008年 情報処理学会山下記念研究賞
- 2008年 船井情報科学奨励賞
- 2008年 日経品質管理文献賞, SQuBOK策定部会
- 2009年 テスト技術者振興協会善吾賞
- 2009年 FIT2009船井ベストペーパー賞
- 2014年 IWESEP 2014 Best Poster Award
- 2016年 Asia Pacific Society for Computing and Information Technology, Computer Research Contribution Award
- 2017年 日本工学教育協会 工学教育賞
- 2017年 早稲田大学 2017年度リサーチアワード
- 2017年 早稲田大学 2017年度ティーチングアワード総長賞
- 2017年 情報処理学会SES2017 インタラクティブ特別賞
- 2017年 Int. J. Soft. Eng. & Know. Eng. Most Read Articles
- 2018年 Int. J. Soft. Eng. & Know. Eng. Most Read Articles
- 2019年 IWESEP 2019 Best Paper Award
- 2019年 情報処理学会ソフトウェア工学研究会 卓越研究賞
- 2019年 IMS Japan賞 特別賞（enPiT-Pro スマートエスイー オンライン教材）
- 2019年 日本e-Learning大賞2019 IT人財育成部門賞
- 2021年 情報処理学会ソフトウェア工学研究会 功績賞
- 2021年 科学技術分野の文部科学大臣表彰 科学技術賞（理解増進部門）
- 2021年 情報処理学会情報規格調査会, 国際規格開発賞（ISO/IEC 24773-3:2021 Software and systems engineering — Certification of software and systems engineering professionals — Part 3: Systems engineering）
- 2022年 情報処理学会SES2022 企業・ポスター賞
- 2022年 電子情報通信学会 情報・システムソサイエティ査読功労賞
- 2022年 電子情報通信学会 教育優秀賞
- 2022年 KDDI Foundation Award 本賞（受賞業績：スマートソフトウェアシステムの部品化再利用と品質保証および人材育成）
- 2022年 情報処理学会 感謝状
- 2022年 International Academy, Research, and Industry Association (IARIA), Fellow
- 2022年 IEEE Computer Society, Golen Core Member
- 2022年 IEEE Computer Society, Distinguished Contributor
- 2022年 IEEE Computer Society, Spirit of the Computer Society Award
- 2023年 経済産業省産業技術環境局長賞
- 2023年 情報処理学会SES2023 最優秀論文賞
- 2023年 情報処理学会SES2023 インタラクティブポスター賞
- 2023年 IEEE ICEBE 2023 Best Paper Award
- 2023年 IEEE Computer 2022 Best Paper Award
- 2023年 Int. J. Soft. Eng. & Know. Eng. Most Read Articles in the last 3 years